# Pteridrys olivacea
Pteridrys olivacea är en ormbunkeart som först beskrevs av Eduard Rosenstock, och fick sitt nu gällande namn av Edwin Bingham Copeland. Pteridrys olivacea ingår i släktet Pteridrys och familjen Tectariaceae. Inga underarter finns listade.